# 南の局
南の局 / 南局（みなみのつぼね、生没年不詳）は、鳥取城主・山名豊国（禅高）の娘。豊臣秀吉の側室。名はあかね。

## 略歴
天正8年（1580年）5月26日、秀吉は鳥取城を攻めると見せかけ、守りの手薄だった鹿野城を攻めた。
当時、山名豊国は毛利氏に従属しており、鹿野城には毛利の人質として妻や娘のあかね他、重臣の森下道誉・中村春続ら家臣達二十余人が収容されていた。秀吉は鹿野城を容易に陥落させると人質を奪い、彼らを連行した後、鳥取城を包囲した。秀吉は人質を助命する代わりに開城を迫ったが、豊国が応じなかったため、見せしめとして家臣の家族達を磔にし、一人一人処刑していった。豊国は次々と家臣の家族達が処刑されていっても、依然として開城には応じなかったが、自分の娘のあかねが磔にされると、ついに開城した。秀吉はあかねの命は助けたものの、開城が遅いということで豊国との因幡国安堵の約束を反故にし、二郡のみを与えて引き上げた。その後、豊国は家臣たちによって鳥取城から追放された。
あかねは秀吉の側室となった。豊国は秀吉に従うことになり、天正9年（1581年）の第二次鳥取城攻めに加わった。